# اقرار علیف
اقرار علیف (به ترکی آذربایجانی: İqrar Əliyev) (۱۴ مارس ۱۹۲۴، باکو – ۱۱ ژوئن ۲۰۰۴، باکو) مورخ اهل شوروی و جمهوری آذربایجان بود. علیف مؤلف بیش از ۱۶۰ مقاله و کتاب است. بیش‌تر کتاب‌های وی به ماد و امپراتوری ماد و آتروپاتن اختصاص دارد. او جزو دانشمندان ترک زبان جمهوری آذربایجان است که معتقد بر ایرانی زبان بودن ماد و آتروپاتن بود.